# Janina Darischina
Janina Darischina (russisch Янина Даришина; englische Schreibweise Yanina Darishina; * 23. Oktober 1993) ist eine ehemalige russische Tennisspielerin.

## Karriere
Darischina spielte vor allem bei Turnieren der ITF Women’s World Tennis Tour, wo sie zwei Titel im Doppel gewinnen konnte.

## Turniersiege

### Doppel
| Nr. | Datum              | Turnier          | Kategorie   | Belag | Partnerin           | Finalgegnerinnen                        | Ergebnis          |
| --- | ------------------ | ---------------- | ----------- | ----- | ------------------- | --------------------------------------- | ----------------- |
| 1.  | 12. September 2009 | Sankt Petersburg | ITF $10.000 | Sand  | Ekaterina Prozorova | Anastasiya Lytovchenko Marija Scharkowa | 7:67, 3:6, [10:7] |
| 2.  | 24. September 2016 | Schymkent        | ITF $10.000 | Sand  | Darja Lodikowa      | Anna Jakowlewa Zhibek Kulambayeva       | 6:3, 6:3          |